# Ґайлюнай (Расейняйський район)
Ґайлюнай (Gabšiai) — хутір у Литві, Расейняйський район, Ґіркалніське староство, розташоване за 2 км від села Ґіркалніс. 2001 року в Ґайлюнаї проживало 6 людей, 2011-го — 7. Неподалік розташовані хутір Пельджюнай, село Прамеджява.

## Принагідно
- Gailiūnai (Raseiniai) [Архівовано 17 листопада 2016 у Wayback Machine.]

| Литва | Це незавершена стаття з географії Литви. Ви можете допомогти проєкту, виправивши або дописавши її. |